# Urolophus piperatus
Urolophus piperatus  (лат.) — вид рода уролофов семейства короткохвостых хвостоколов отряда хвостоколообразных. Является эндемиком Кораллового моря. Встречается на глубине до 370 м. Грудные плавники этих скатов образуют ромбовидный диск, ширина которого превышает длину. Дорсальная поверхность диска окрашена в серый или коричневый цвет, иногда покрыта тёмными пятнышками. Между ноздрями имеется прямоугольная складка кожи. Тонкий хвост оканчивается листовидным хвостовым плавником, имеются латеральные складки кожи. В средней части хвостового стебля позади маленького спинного плавника расположен зазубренный шип. Максимальная зарегистрированная длина 48,4 см. В ареале обитает два вида хвостоколов, очень похожих друг на друга, которые, возможно, принадлежат к разным видам.
Размножается яйцеживорождением. Не является объектом целевого лова. Коммерческий промысел в ареале практически отсутствует.

## Таксономия
Первая особь нового вида была получена в ходе исследовательской экспедиции, проведённой совместно французскими и австралийскими учеными в 1980-х годах. Временно виду было присвоено название Urolophis «sp. B», а в 2003 году он был научно описан в выпуске журнала «Cybium». Видовой эпитет происходит от слова лат. piper — «перец» и обусловлен пятнистой окраской скатов. Голотип представляет собой взрослого самца длиной 48,4 см, пойманного у побережья Квинсленда (19°57′ ю. ш. 151°44′ в. д.) на глубине 357 м. Паратипы: самка длиной 33 см, пойманная там же на глубине 200 и самцы длиной 29,7—43,6, пойманные там же на глубине 225—370 м.

## Ареал
Urolophus piperatus обитают у побережья Квинсленде от Мортон Айленд до Кэрнса. Эти донные рыбы встречаются на внешнем крае континентального шельфа и в верхней части материкового склона на глубине 171—370 м.

## Описание
Широкие грудные плавники этих скатов сливаются с головой и образуют ромбовидный диск, ширина которого составляет 113—121 % длины. «Крылья» закруглены, передний край диска почти прямой, заострённое мясистое рыло образует тупой угол и выступает за края диска. Позади довольно крупных глаз расположены брызгальца в виде запятых. Между ноздрями пролегает кожный лоскут с мелкобахромчатой нижней кромкой, переходящей по краям в удлинённые лопасти. Рот среднего размера. 32—35 верхних и 30—39 нижних зубных рядов. Зубы с ромбовидными основаниями выстроены в шахматном порядке. На дне ротовой полости расположены 7—9 пальцеобразных отростков, 5—7 отростков, расположенных посередине имеют разветвлённые кончики. На вентральной стороне диска расположено 5 пар коротких жаберных щелей. Небольшие брюшные плавники закруглены. У самцов имеются притуплённые птеригоподии
Длина короткого хвоста составляет 76—85 % от длины диска. По обе стороны хвостового стебля пролегают складки кожи.  Хвост сужается и переходит в низкий листовидный хвостовой плавник. На дорсальной поверхности хвоста в центральной части позади низкого спинного плавника расположен зазубренный шип. Кожа лишена чешуи. Максимальная зарегистрированная длина 48 см. Скаты, обитающие в Коралловом море, в целом окрашены в серый или коричневый цвет и покрыты тёмными пятнышками, в то время как, особи, встречающиеся в водах Квинсленда тёмно-коричневые без отметин. Спинной и хвостовой плавники коричневые с чёрными краями. Молодые особи сильнее покрыты пятнами. Вдоль центральной оси хвоста у них пролегает тёмная линия. Вентральная поверхность белая, иногда края окантованы тёмным цветом, а на хвосте расположено несколько отметин.

## Биология
Подобно прочим хвостоколообразным Urolophus piperatus размножаются яйцеживорождением. Длина новорожденных около 12 см. Численность помёта невелика. Самцы и самки достигают половой зрелости при длине 23 и 27 см соответственно. Несоответствие между максимальной зарегистрированной длиной и размером половозрелой особи, возможно, объясняется присутствием в Коралловом море двух схожих видов различной величины. Однако ни морфологическими ни меристическими характеристиками они не отличаются. 

## Взаимодействие с человеком
Эти скаты не являются объектом целевого лов. В ареале интенсивный промысел отсутствует. Международный союз охраны природы присвоил этому виду статус сохранности «Вызывающий наименьшие опасения». 